# 빌리 헌터 (1928년)
고든 윌리엄 헌터(Gordon William Hunter, 1928년 6월 4일 ~ 2025년 7월 3일)는 메이저리그 야구 선수이자 야구 코치, 야구 감독이었다.
그는 유격수로 활약했으며, 세인트루이스 브라운스와 볼티모어 오리올스의 1954년 창단 시즌에 참가한 마지막 생존 선수였다. 헌터는 1956년 월드 시리즈에서 우승한 뉴욕 양키스의 백업 유격수였으며, 이후 볼티모어 오리올스가 1966년과 1970년에 월드 시리즈 우승을 차지했을 때에는 3루 코치로 활동했다.

## 초기 생애
1928년 6월 4일 펜실베이니아주 펑서토니에서 태어났다. 그는 펜실베이니아주 인디애나에서 성장했으며, 인디애나 고등학교를 졸업했다. 1947년에는 인디애나 사범대학(現 인디애나 펜실베이니아 대학교)에 진학하였고, 1948년에는 야구와 미식축구 장학금을 받고 펜실베이니아 주립대학교(일명 펜스테이트)로 전학하였다. 펜스테이트에서는 T 포메이션 쿼터백으로 활약했다.

## 선수 생활
키 6피트(약 1.83m), 몸무게 180파운드(약 82kg)였으며, 투타 모두 오른손잡이였다. 대학을 마친 후인 1948년 그는 브루클린 다저스와 계약을 체결하였다. 이후 5년간 다저스 산하 마이너리그 시스템에서 활약했으며, 1952년에는 더블A 텍사스 리그 소속 포트워스 캣츠(Fort Worth Cats)에서 뛰어난 성적을 기록했다. 그는 시즌 타율 .285를 기록하고, 75타점과 24개의 도루를 성공시켰으며, 텍사스 리그에서 병살 처리(135회)와 도루 부문 1위를 차지했다. 그 해 그는 텍사스 리그 최우수 선수(MVP)로 선정되었다.
그러나 다저스에는 주전 유격수 피 위 리스(Pee Wee Reese)가 있었기 때문에, 헌터가 메이저리그로 승격될 가능성은 낮았다. 결국 1952년 10월 14일 그는 아메리칸 리그(AL) 소속 세인트루이스 브라운스로 트레이드되었는데, 이 트레이드는 세 명의 선수(레이 콜먼, 스탠 로젝, 밥 머허니)와 함께 다저스가 9만 5천 달러를 받는 조건이었다. 일부 보도에 따르면 브라운스가 실제로는 15만 달러 상당을 지급한 것으로 전해졌다.
브라운스 감독은 1940년대 세인트루이스 카디널스에서 리그 최고의 수비 유격수로 활약했던 마티 매리언으로, 그는 헌터가 어린 시절 우상으로 삼았던 인물이었다. 헌터는 브라운스에서 뛰어난 수비력을 선보이며 매리언의 인정을 받았다. 그는 브라운스가 마지막 시즌을 치른 1953년에 주전 유격수로 뛰었으며, 팀의 마지막 홈런을 기록하기도 했다. 그해 그는 아메리칸 리그 올스타 팀에도 선발되었으며, 동료 올스타 선수는 새첼 페이지 한 명뿐이었다. 헌터는 경기에서 수비나 타격에는 참여하지 않았지만, 미키 맨틀의 대주자로 출전했다.
1953년 시즌 동안 그는 유격수로 152경기에 출전해 AL 유격수 중 어시스트 1위(512회), 실책 1위(25개), 수비율 4위(.970)를 기록했다. 2025년 6월 27일 에드 미켈슨이 사망하면서, 헌터는 세인트루이스 브라운스의 마지막 생존 선수가 되었다.
1954년 세인트루이스 브라운스가 메릴랜드로 연고지를 옮기며 볼티모어 오리올스로 재창단되었을 때, 헌터는 새 팀의 첫 주전 유격수로 활약했다. 그는 2025년 사망하기 전까지 1954년 오리올스의 마지막 생존 선수이기도 했다. 그는 대부분의 경기에 유격수로 출전했으며, 개인 최고 타율인 .243을 기록했다.
그해 11월, 그는 다수의 선수들과 함께 뉴욕 양키스로 트레이드되었으며, 이 트레이드에서 양키스는 이후 월드시리즈에서 활약하게 되는 투수 밥 털리(Bob Turley)와 돈 라슨(Don Larsen)을 받았다. 오리올스는 진 우들링(Gene Woodling), 거스 트리안도스(Gus Triandos), 윌리 미란다(Willy Miranda) 등을 받았고, 미란다가 헌터를 대신해 유격수 자리를 맡았다.
이후 헌터는 뉴욕 양키스, 캔자스시티 애슬레틱스, 클리블랜드 인디언스에서 백업 내야수로 활약하게 된다. 1955년에는 양키스에서 유격수로 98경기에 출전하여 타율 .228을 기록했으나, 8월에는 트리플A 덴버 베어스 강등되었고, 이곳에서 12경기만 뛴 후 다리 골절 부상을 입었다. 1956년 시즌 동안 그는 월드시리즈 우승팀의 일원이었으나, 정규시즌 39경기에만 출전했으며, 월드시리즈 7경기에는 한 번도 출전하지 못했다.
1957년 시즌을 앞두고, 헌터는 어브 노렌, 밀트 그래프, 미키 맥더못, 톰 모건, 립 콜먼 등과 함께 양키스에서 캔자스시티 애슬레틱스로 트레이드되었다. 이는 당시 양키스 구단주 댄 토핑과 사업적 관계가 있던 인물이 1954년 코니 맥의 가족으로부터 애슬레틱스를 인수한 이후 두 구단 간에 자주 있었던 트레이드 중 하나였다. 1957년 헌터는 애슬레틱스에서 주전 2루수로 출전했으나 타율은 .191에 그쳤다. 1958년 6월에는 클리블랜드 인디언스로 트레이드되었고, 이는 그의 메이저리그 마지막 시즌이었다. 그는 이 해에 총 98경기에 출전하여 타율 .186을 기록했다.
1953년부터 1958년까지 메이저리그(아메리칸 리그)에서 6시즌 동안 630경기에 출전하여 통산 타율 .219, 홈런 16개, 타점 144개를 기록했다. 그의 마지막 프로야구 시즌은 1959년 퍼시픽 코스트 리그 소속 샌디에이고 파드리스에서였다.

## 스카우트(코치) 생활
선수 생활을 마친 후, 헌터는 클리블랜드 인디언스와 볼티모어 오리올스를 위해 스카우트로 활동하였다. 그는 1962년과 1963년 애팔래치안 리그 소속 블루필드 오리올스를 이끌고 리그 우승을 차지하며 감독으로서의 역량을 인정받았다.
1963년 11월 20일 그는 과거 뉴욕 양키스 시절 팀 동료였던 행크 바우어의 발탁으로 볼티모어 오리올스의 3루 코치로 승진하였다. 바우어는 그 전날 오리올스의 감독으로 선임된 바 있었다. 1968년 바우어가 경질된 이후에도, 새 감독 얼 위버는 헌터를 3루 코치로 유임시켰다.
헌터는 거의 14시즌 동안 오리올스의 3루 코치로 재직하며 아메리칸 리그 챔피언 네 차례, 월드시리즈 우승 두 차례(1966년, 1970년)를 함께했다. 1969년 월드시리즈 4차전에서 위버 감독이 퇴장당했을 때에는 헌터가 감독 대행을 맡아 팀을 이끌기도 했다.
1971년 11월 23일 헌터는 전 오리올스 단장이었던 해리 돌턴으로부터 캘리포니아 에인절스 감독직 제안을 받았으나 이를 고사하였다.

## 감독 생활
1977년 6월 27일 볼티모어 오리올스를 떠나, 시즌 중 네 번째 감독으로 텍사스 레인저스의 지휘봉을 잡았다. 그는 임시 감독으로 여섯 경기를 맡았던 코니 라이언의 후임이었으며, 이는 프랭크 루체시가 해임된 지 다섯 일 만에 이뤄진 일이었다. 루체시의 경질 이후 에디 스탱키(Eddie Stanky)가 단 한 경기를 지휘한 뒤 즉시 사임하면서, 레인저스는 새 감독을 물색 중이었다.
당시 팀은 아메리칸 리그 서부지구 5위로 선두와 5.5경기 차였으나, 헌터는 부임 당시 "나는 텍사스 레인저스가 경쟁력 있는 팀이라고 믿기 때문에 이 자리를 수락한 것"이라고 말했다. 그의 지휘 아래 레인저스는 마지막 93경기 중 60승을 거두며 순위를 5위에서 2위까지 끌어올렸다. 그는 아메리칸 리그 올해의 감독상 투표에서 얼 위버에게 밀려 수상에는 실패했다.
1978년에도 레인저스는 지구 우승 팀 캔자스시티 로열스에 5경기 차로 뒤진 공동 2위로 시즌을 마쳤다. 시즌 중, 헌터는 팀 버스 안에서 투수 닥 엘리스와 언쟁을 벌였으며, 엘리스는 이후 언론에 “헌터가 히틀러일 수는 있어도, 나를 램프갓로 만들지는 못할 거야”라고 말한 것으로 전해졌다.
그해 중반, 구단주 브래드 코벳은 헌터에게 5년 재계약을 제시했지만 헌터는 이를 거절했다. 이후 선수단과의 불화로 인해 시즌 종료 하루 전, 구단은 헌터를 해임하였다. 언론 인터뷰에서 "이 감독직을 수락한 것을 후회하느냐"는 질문에, 헌터는 짧게 “그렇다”고 답했다. 불과 1년 전까지만 해도, 1루수 마이크 하그로브는 헌터를 “사람을 다루는 능력과 야구를 아는 감각이 완벽하게 조화를 이룬 지도자”라 평한 바 있었다.
헌터는 텍사스 레인저스를 지휘한 1년 반 동안 146승 108패, 승률 .575의 좋은 성적을 남겼으나, 이후 메이저리그에서는 다시 감독이나 코치직으로 복귀하지 않았다. 다만 그는 1978년 겨울에만도 6개 팀으로부터 제안을 받았다고 주장했다.
이후 그는 메릴랜드에 위치한 타우슨 주립대학교의 야구부 감독(1979–1988)과 체육부장(1984–1995)을 역임하였다. 그의 재임 기간 중, 타우슨의 남자 라크로스 팀은 NCAA 챔피언십 결승에 진출하였고, 남자 농구 팀은 두 차례 NCAA 토너먼트에 진출하였다. 또한 그는 체육부장으로 재직 중, 이스트 코스트 콘퍼런스와 빅 사우스 콘퍼런스의 회장도 역임하였다.

## 수상 및 영예
1996년 제리 호프버거, 칼 립켄 시니어와 함께 볼티모어 오리올스 명예의 전당에 헌액되었다. 이 세 사람은 볼티모어에서 매우 존경받는 인물들이었기에, 인너 하버 셰라톤 호텔에서 열린 헌액 기념 오찬 행사에는 400명이 넘는 인파가 모였다.
1998년에는 타우슨 대학교 명예의 전당에도 헌액되었다.

## 사망
2025년 7월 3일 메릴랜드 주 러더빌에서 향년 97세로 별세하였다. 그가 생존해 있던 시점에는 헌터가 세인트루이스 브라운스와 1954년 볼티모어 오리올스의 마지막 생존 선수였다.